# Distrito de Lloque
El distrito peruano de Lloque es uno de los 11 distritos de la provincia de General Sánchez Cerro, ubicada en el departamento de Moquegua, bajo la administración del Gobierno regional de Moquegua, en el sur del Perú.
Desde el punto de vista jerárquico de la Iglesia católica forma parte de la diócesis de Tacna y Moquegua la cual, a su vez, pertenece a la arquidiócesis de Arequipa.

## Historia
El distrito fue creado mediante Ley No.12641 del 2 de febrero de 1956, en el segundo gobierno de Manuel A. Odría.

## Demografía
La población estimada en el año 2000 era de 665 habitantes.

## Centros poblados

### Centro Poblado Menor de Lucco
Lucco Centro Poblado Menor del Distrito de LLoque de la provincia General Sánchez Cerro del Departamento de Moquegua-Perú, está ubicado en la margen izquierda del río Tambo que desemboca en el pacífico, en el Centro Poblado se dedican a la agricultura y ganadería ya que son los únicos recursos de Autosostenibilidad ya que las personas se dedican y se alimentan a través de ello.

## Autoridades

### Municipales
- 2023 - 2026[5]
  - Alcalde:

```
Rubén Nicolás Mamani Bautista.
```

- - Regidores:

  1. Santos Eusebio Mamani Mamani
  2. Norma Soledad Zabalaga Bustios
  3. Héctor Mamani Arana
  4. Jacinta Polonia Flores Coaguila
  5. Fabián Sebastián Rodríguez Coaguila

## Festividades
- 3 de mayo: Fiesta de las Cruces
- 22 de julio: Santa María Magdalena.